# Museu da Confederação
O Museu da Confederação ou Museu da Guerra Civil americana é um dos tantos locais na região de Richmond, no centro da Virginia, dedicado à história da Guerra da Secessão dos Estados Unidos. O museu opera três complexos: o Museu e a Casa Branca da Confederação e o Centro de Guerra Civil Americano no histórico Tredegar em Richmond e o Museu da Confederação- Appomattox . Nele há uma abrangente coleção de artefatos, manuscritos, impressões confederadas (livros e panfletos) e fotografias. 
Em 2013, o Museu da Confederação uniu sua coleção de artefatos com o Centro da Guerra Civil Americana. Juntos formaram um novo complexo, que ficou localizado no antigo Tregedar. O edifício serviu como uma base para soldados americanos durante a guerra.

## O Museu e a Casa Branca da Confederação
O museu foi fundado 25 anos após a rendição de Lee em Appomattox na histórica casa que serviu como a matriz da Confederação, quando a Ladies Hollywood Memorial Association salvou a casa da destruição a dois quarteirões a norte do Capitólio do Estado da Virgínia . Inaugurado como o Museu Confederado em 22 de fevereiro de 1896. A casa foi nomeada um marco histórico nacional em 1963 e marco histórico da Virgínia em 1966. A crescente coleção foi transferida para um novo prédio em outubro de 1976 adjacente ao lado, e foi preciso uma nova restruturação do local – que durou cerca de 12 anos. Hoje, a localização do museu em Richmond mantém uma coleção de bandeiras, armas, documentos e efeitos pessoais em 3 andares e opera visitas monitoradas pela casa restaurada para a aparência da guerra. O museu e a casa estão rodeados pelo Centro Médico VCU e compartilham estacionamento com o hospital. Em 2006, funcionários do museu anunciaram que nem o museu nem o lar seriam movidos.  
O museu abriga mais de 15.000 documentos e artefatos, juntamente com 500 bandeiras de batalha originais, de guerra, dos Estados confederados da América, que hoje estão extintos . Entre as milhares de outras peças importantes encontradas, existem itens de Jefferson Davis , Robert Edward Lee , Joseph E. Johnston , John Bell Hood , Thomas Jonathan Jackson , Simon Bolívar Buckner , JEB Stuart , Joseph Wheeler , Wade Hampton , Lewis Armistead e Raphael Semmes . A Constituição Confederada provisória e o Grande Selo da Confederação também estão alojados lá.
Um prédio mais novo para preservar e exibir as coleções do museu foi construído e aberto em 1976, sendo um anexo à Casa Branca, na propriedade restante de 3/4 de acres (3.000 m²). A âncora do primeiro navio de guerra Ironclad , CSS Virginia, que lutou contra o USS  Monitor na Batalha de Hampton Roads em 9 de março de 1862, é  exibida em frente ao Museu.
A Casa Branca foi fechada em 1976, para ser totalmente restaurada para a aparência da guerra. O projeto de restauração foi concluído em 1988, obtendo altas notas da comunidade de preservação por sua precisão e riqueza de detalhes. Reaberto para visitas públicas em junho daquele ano, o local apresentou extensos retalhos e cortinas de parede de reprodução, bem como um número significativo de mobiliário original da Casa Branca do período da Guerra Civil.
Obras notáveis do passado e do presente incluem:  The Confederate Years: Battles, Leaders, and Soldiers, 1861–1865; Women in Mourning; Before Freedom Came: African-American Life in the Antebellum South; Embattled Emblem: The Army of Northern Virginia Battle Flag, 1861 – Present; A Woman’s War: Southern Women, Civil War, and the Confederate Legacy; R. E. Lee: The Exhibition; The Confederate Navy; and Virginia and the Confederacy: A Quadricentennial Perspective.

## História
O Museu da Confederação foi fundado pelas senhoras da sociedade de Richmond, começando com Isabel Maury, que mais tarde foi acompanhada por Ann Crenshaw Grant e Isobel Stewart Bryan . Isabel Maury foi a fundadora do Museu da Confederação,e também foi a primeira Regente da Confederate Memorial Literary Society (CMLS). A Isabel Maury Planned Giving Society continua o trabalho da Sra. Isabel Maury, filha de Robert Henry Maury, que, com o Comitê de Relíquias, foi fundamental para garantir grande parte da coleção atual do Museu.
No centenário da Guerra Civil, o conselho diretor do museu determinou que queria ver o museu evoluir de um santuário para um museu mais moderno. Em 1963, a CMLS contratou seu primeiro profissional de museu como diretor executivo e, em 1970, mudou o nome da instituição para "O Museu da Confederação". Os visitantes chegaram a 91 mil por ano no início da década de 1990, mas caíram em torno de 51 mil no início dos anos 2000. 

## Casa Branca da Confederação
A Casa Branca da Confederação é uma mansão neoclássica, revestida em cinza, construída em 1818 por John Brockenbrough , que era presidente do Banco da Virgínia. Desenhado por Robert Mills , residência privada de Brockenbrough foi construída no início do século XIX na East Clay Street em Richmond, afluente do bairro Shockoe Colina (mais tarde conhecido como o End Court District), e foi a duas quadras ao norte do Capitólio do estado de Virgínia.
O presidente dos Estados Confederados da América, Jefferson Davis, e sua esposa Varina com os filhos, mudaram para a residência em agosto de 1861. Ele moraram lá durante o restante da guerra. Jefferson manteve um escritório dentro da casa, no segundo andar, por seu estado de saúde. 
A casa foi abandonada durante a evacuação de Richmond, em 2 de abril de 1865. Dentro de doze horas, os soldados do XVIII Corpo do Major General Godfrey Weitzel pegaram a antiga Casa Branca Confederada intacta. Durante o seu turno de Richmond, o até então presidente Abraham Lincoln , visitou a antiga residência de Davis, e foi onde os oficiais da União realizaram várias reuniões com autoridades locais. Durante a Reconstrução , a Casa Branca da Confederação serviu como sede do Distrito Militar Número Um (Virgínia), e ocasionalmente foi usada como residência do comandante do Departamento da Virgínia.
Quando a cidade anunciou seus planos para demolir o prédio para dar lugar a um prédio escolar mais moderno em 1890, a Confederate Memorial Literary Society foi formada com o único objetivo de salvar a Casa Branca da destruição.

## Museu da Confederação - Appomattox
Inaugurado em 2012, em Appomattox, no estado da Virgínia , é uma estrutura adjacente ao Parque Histórico Nacional da Câmara. O local conta as histórias dos dias finais da Guerra Civil e o início da jornada dos Estados Unidos para reunir como povo americano. O terreno Museu está situado em oito hectares de terra, e contém 5.000 metros quadrados para exposições.